# Tsugio Matsuda
Pour les articles homonymes, voir Matsuda.
Tsugio Matsuda (松田 次生) (né le 18 juin 1979 à Kuwana au Japon) est un pilote automobile japonais. Il participe depuis 1998 au championnat de Formula Nippon qu'il a remporté en 2007 et 2008.

## Biographie
Tsugio Matsuda a débuté la compétition en 1993 à l'âge de 14 ans par le karting. En 1998, à 19 ans, il passe à l'automobile et dispute le championnat du Japon de Formule 3, qu'il termine à la 4e place. Cette même année, il fait ses débuts en Formula Nippon au sein de l'écurie de Satoru Nakajima.
Après une deuxième année de Formule 3 en 1999 (5e du championnat du Japon, et 4e du Grand Prix de Macao), il accède en 2000 au championnat du Japon de Grand Tourisme (le JGTC) et retrouve les rangs de la Formula Nippon, cette fois à temps complet. Sa première saison complète dans la discipline, toujours au sein de l'écurie de Nakajima, alors largement dominatrice, se solde par une 4e place finale, avec une victoire sur le circuit de Mine. Mais les saisons suivantes sont plus délicates et il doit attendre 2006 et son arrivée au sein du puissant Team Impul de Kazuyoshi Hoshino pour renouer avec la victoire et terminer vice-champion, à distance respectable de son coéquipier français Benoît Tréluyer. Il prend sa revanche en 2007 et décroche le titre, mais sans avoir remporté le moindre succès. En revanche, la saison suivante, il décroche le titre avant le terme de la saison et remporte cinq succès, avec un écart de points considérable sur son dauphin.
En 2014, il participe à deux manches du championnat du monde d'endurance au sein de l'équipe KCMG. Il dispute les 6 heures de Silverstone aux côtés de Matthew Howson et Richard Bradley, finissant 6e au général et 2e en LMP2. Puis, toujours avec les mêmes coéquipiers, il finira 8e au général et 1er en LMP2 lors des 6 Heures du Circuit des Amériques.
Le 5 février 2015, Nissan confirme Matsuda comme pilote officiel pour disputer les 24 Heures du Mans 2015 aux côtés d'Olivier Pla et Harry Tincknell sur la GT-R LM Nismo.

## Palmarès

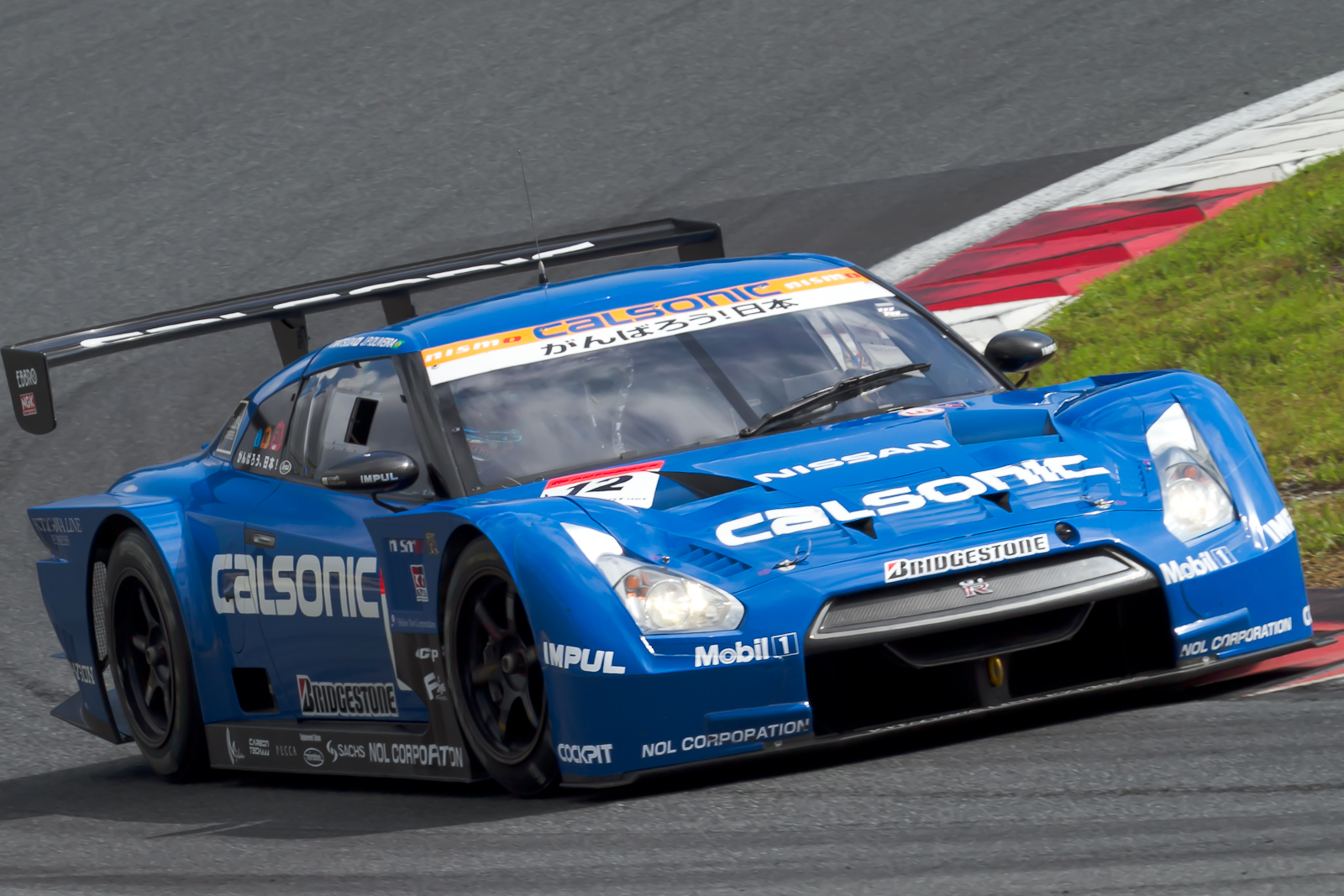
Tsugio Matsuda aux 250 km de Fuji en 2011

- Champion de Formula Nippon 2007
- Champion de Formula Nippon 2008